# Ligyra paris
Ligyra paris är en tvåvingeart som först beskrevs av Mario Bezzi 1923.  Ligyra paris ingår i släktet Ligyra och familjen svävflugor. Inga underarter finns listade i Catalogue of Life.